# فرانك تومسون (لاعب كرة قاعدة أمريكي)
فرانك تومسون (بالإنجليزية: Frank Thompson)‏ هو لاعب كرة قاعدة أمريكي، ولد في 2 يوليو 1895 في سبرينغفيلد في الولايات المتحدة، وتوفي في 27 يونيو 1940 في ويب سيتي في الولايات المتحدة.

## وصلات خارجية
- فرانك تومسون (لاعب كرة قاعدة أمريكي) على موقعبيزبول رفرنس.كوم (الدوري الرئيسي) (الإنجليزية)